# Fosforyty

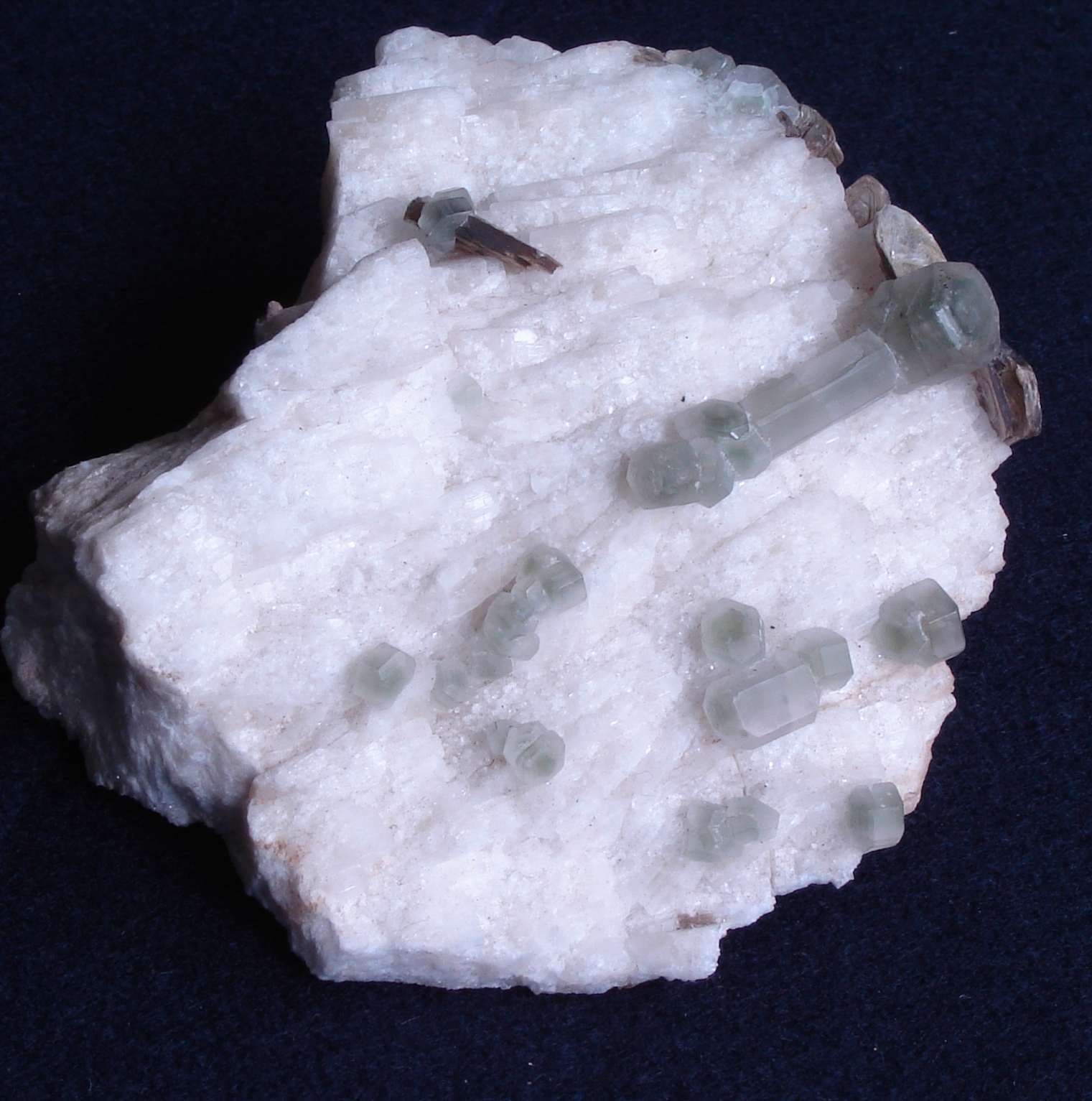
Apatyt z Brazylii

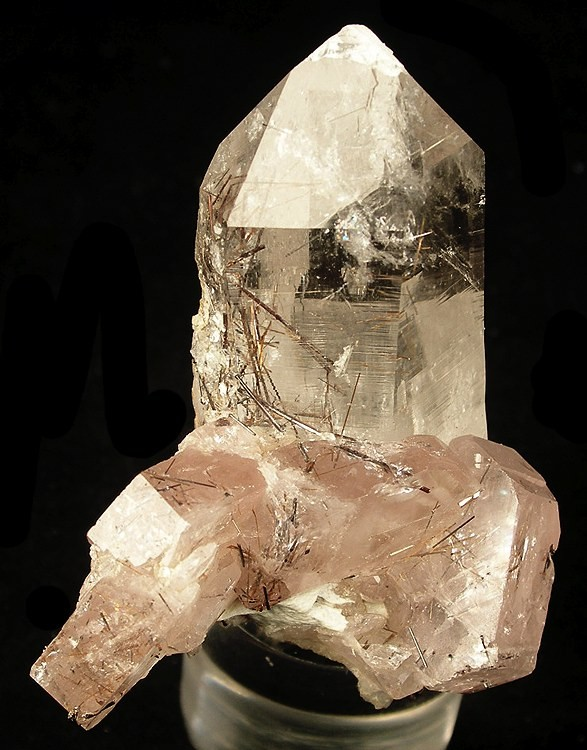
Apatyt

Fosforyty – skały osadowe o chemicznym lub organicznym pochodzeniu.
- Chemizm: złożone głównie z fosforanów (zawierają od 12 do 40% P4O10), reprezentowanych przez apatyt (kolofan) i kwarc, kalcyt, glaukonit, kaolinit, montmorillonit, czasami też limonit i substancje organiczne.
- charakterystyczną cechą jest zazwyczaj rozległe, poziome rozprzestrzenienie złoża o niewielkiej masy i wielkości.
- Fosforyty tworzą wkładki, przewarstwienia lub szeroko rozprzestrzenione pokłady wśród wapieni i margli.

## Występowanie
Fosforyty tworzą się w wyniku wytrącania fosforanu wapnia z wody morskiej, także w czasie procesów diagenetycznych oraz poprzez nagromadzenie się szczątków różnych zwierząt, (głównie kości) i ich odchodów w klimacie suchym.
Miejsca występowania:
- Największe złoża fosforytów znajdują się w Ameryce Północnej (stany Karolina Północna i Floryda),
- na Ukrainie,
- w Rosji (Półwysep Kolski, obwód czelabiński i okolice jeziora Bajkał),
- w Saharze Zachodniej,[1] Algierii, Tunezji, Egipcie i Mauretanii.
- Złoża fosforytów o najwyższej jakości eksploatowane są na maleńkiej wyspie położonej na Pacyfiku, Nauru, które to stanowią główny produkt eksportowy tej najmniejszej republiki na świecie.

W Polsce fosforyty pochodzą z dwóch okresów geologicznych – z syluru i kredy. Fosforyty sylurskie występują w Górach Bardzkich, natomiast kredowe – na obrzeżu Gór Świętokrzyskich (w okolicach Annopola nad Wisłą), a także na wyniesieniu Łeby. Eksploatacja, prowadzona wyłącznie w Górach Świętokrzyskich, została zaniechana w 1970 r.

## Zastosowanie
Fosforyty są głównym źródłem fosforu w przyrodzie i stanowią podstawowy surowiec do jego uzyskiwania, a także do produkcji sztucznych nawozów fosforowych (superfosfat) i nawozów mineralnych, tzw. mączka fosforytowa.